# 叶品秀
葉品秀，PJG（英語：Yip Pin Xiu；1992年1月10日—）是新加坡国家游泳运动员，前新加坡國會議員，她荣获5面残奥会金牌、1面IPC金牌，并且在50米仰泳S2级和100米仰泳S2级两个项目创下世界纪录。
患有肌肉萎缩症的叶品秀以体障者身份参赛，由于病情每况愈下，她不断被重新归类。她自2005年以来就在国际比赛中为新加坡赢得奖牌，诸如世界轮椅及截肢者运动会、日本残奥游泳锦标赛、国际德国残奥游泳锦标赛等等；2008年夏季残奥会，她在50米仰泳和50米自由泳两个项目分别夺得金牌和银牌，双双创下世界纪录，更于2016年夏季残奥会及2020年夏季残奥会为新加坡再添2金并创下新世界纪录。
为表彰叶品秀在残奥会的非凡成就，新加坡总统在国庆日授予她功绩奖章，她也获得当地英文杂志《她的世界》（Her World）颁发的“年度年轻女性成就奖”。叶品秀为新加坡取得的殊荣，引发公众议论国家对于残障运动员的待遇及认可。

## 早年及个人生活
叶品秀患有先天性肌肉萎缩症，这个遗传性疾病使得肌肉日渐分解，同时它也是影响视觉的一种神经疾病。叶品秀5岁的时候开始游泳以强身健体，然而却在11岁时丧失行走能力，必须以轮椅代步。她父母育有三个孩子，她在家中排行老幺，曾就读爱同学校、明智中学和共和理工学院。
2018年9月17日，葉品秀被提名為新加坡國會議員（官委）。她的任期於2018年9月22日開始，並於2018年10月1日宣誓就職於國會。

## 游泳生涯
叶品秀12岁开始竞技游泳，以残奥游泳国手吴蕊思作为她的挚友及学习榜样。她的教练是前奥运游泳国手洪秉祥，她在失去踢的能力后从原本的爬泳转为专注仰泳，并重新从S5级降至S3级（数字越低指更严重残疾）。除竞技游泳外，叶品秀为提高人们对残障人体育的认知，亦参加了若干活动，如校际游泳运动会以及2007年蒙福中学田径运动会。
叶品秀在全国锦标赛中屡屡获胜后，随即攻占2005年亚洲残奥游泳世锦赛并赢得两金。在国际舞台方面，叶品秀在2005年的世界轮椅及截肢者运动会为新加坡拿下两金一铜，尔后在隔年的DSE长池游泳锦标赛再获四个金牌；2007年，她在日本残奥游泳锦标赛以及世界轮椅及截肢者运动会分别夺得三个金牌和四个金牌。
在第4届东盟残疾人运动会的女子150米个人混合泳中，叶品秀以4分56秒34战胜了其他对手，率先完成赛事；她在美国残奥游泳预赛中以1分0秒80完成50米仰泳项目，创下世界纪录。叶品秀于第22届国际德国残奥游泳锦标赛赢得金牌，她以2分8秒09赢得100米仰泳决赛并创下世界纪录，比预赛时已经创下的世界纪录还快出2秒。
在2008年的夏季残奥会中，叶品秀首先于女子50米自由泳预赛中以57秒04的时间再创世界纪录，惟在决赛时以微差败给墨西哥选手帕特里夏·瓦莱（Patricia Valle），以57秒43的成绩取得银牌；她亦在女子50米仰泳决赛中，以58秒75的成绩为新加坡夺得首面残奥会金牌。叶品秀回新加坡后，获得总统授予的卓越功绩服务勋章。
叶品秀和陈雁仪同样是国家残障运动员，后者在马术项目中为新加坡添了两面铜牌，两人的成就引发公众议论国家对残障运动员的待遇及认可。有民众上书《海峡时报》，批评媒体对残奥会的报道太少，也有国人非议政府颁给常人及残障人运动员的奖励金有所差距：奥运金牌为一百万新元，残奥会金牌仅为十万新元。这个议题呈上国会时，社会发展、青年及体育部（社青体部）政务次长张思乐承诺将研讨以给予残障运动员更多援助，让他们参与各种体育培训计划。两个月后，政府将残奥会奖牌得主的奖励金增至双倍，并提高对新加坡全国残奥理事会的资助。
在第8届东盟残疾人运动会上，叶品秀是其中一位火炬手。
2016年夏季残奥会，叶品秀以2分7秒09的时间赢得100米仰泳S2级决赛，创下S2级新世界纪录，并为国再添一面残奥会金牌。她于50米仰泳S2级决赛以1分0秒33的成绩再夺该场残奥会的第二面金牌。

## 荣誉
- 功绩奖章